# 스탐바난 예놈 외브레 노를란드
스탐바난 예놈 외브레 노를란드(스웨덴어: Stambanan genom övre Norrland)는 스웨덴의 철도 노선으로 (옹예)-브레케-롱셀레-벤네스-보덴 간을 통과한다. 노라 스탐 선과 연결되며, 1883년부터 1894년까지 건설되었고, 1939년부터 1942년까지 전철화되었다.곡선과 구배가 많으며, 다른 철도 노선과 가장 많이 연결되어 있다. 노선 건설 이후 많은 개선이 이루어졌지만 평균 속도는 시속 85km 정도이다. 브레케-보덴 사이의 거리는 626km이며, 야간 열차로 통과할 때 약 7시간 30분 정도 걸린다. 일부 야간 열차는 우메오를 경유하는데, 보트니아 선이 개통되기 전에는 벤네스에서 지선으로 진입했다가 다시 나와야 하므로 시간이 더 걸렸다.
노선을 건설할 때에는 폭격기가 없었으므로, 해안포를 통한 공격을 방지하기 위하여 내륙에 건설하였다. 당시 기술로는 해안에 건설하였을 때 폭이 넓은 강에 다리를 설치하기 어려웠고, 솔레프테오나 보덴 같은 일부 강 하구는 배가 들어오기도 했다. 이러한 문제를 해결하기 위하여 보트니아 선 및 노르보트니아 선을 건설하였거나 건설할 예정이다.
노선의 영업 거리, 구배가 많은 지형, 강을 건너는 다리 등 이유로 건설 당시 스웨덴에서 건설 비용이 가장 비쌌다. 노선을 따라서 병역 주둔지 24개와 역 22개를 설치하였다. 차량 구입 비용을 포함한 노선 건설 비용은 총 3700만 크로나로, 브레케-롱셀레 간 1050만, 롱셀레-보덴 간 2600만 크로나가 들었다.  브레케-롱셀레 간은 1886년, 롱셀레-벤네스 간은 1891년, 벤네스-보덴 간은 1894년에 개통하였다.